# Felix Hausdorff
Felix Hausdorff (Breslávia, 8 de novembro de 1868 — Bonn, 26 de janeiro de 1942) foi um matemático alemão.
É considerado um dos fundadores da topologia moderna e contribuiu significativamente para a teoria dos conjuntos e para a análise funcional. Definiu e estudou conjuntos parcialmente ordenados, espaço de Hausdorff e dimensão de Hausdorff, provou o teorema da maximalidade de Hausdorff, resolveu o que hoje é conhecido como Problema do Momento de Hausdorff, e publicou trabalhos literários e filosóficos sob o pseudônimo de "Paul Mongré".
Hausdorff estudou na Universidade de Leipzig, onde ensinou matemática até 1910, quando se tornou professor de matemática na Universidade de Bonn. Foi também professor na Universidade de Greifswald, de 1913 a 1921. Quando os nazistas tomaram o poder, Hausdorff, que era judeu, achou que como um respeitado professor de universidade, seria poupado da perseguição. Entretanto, sua matemática abstrata foi denunciada como judia, sem utilidade e não-germânica. Assim, perdeu sua posição em 1935. Em 1942 já não podia mais evitar que fosse mandado para um campo de concentração e suicidou-se, junto com sua mulher e sua cunhada. Está sepultado no Poppelsdorfer Friedhof em Bonn.

## Obras

### Como Paul Mongré
- Sant'Ilario. Gedanken aus der Landschaft Zarathustras. Verlag C. G. Naumann, Leipzig 1897.
- Das Chaos in kosmischer Auslese - Ein erkenntniskritischer Versuch. Verlag C. G. Naumann, Leipzig 1898; Nachdruck, hg. und mit Vorwort von Max Bense: Baden-Baden: Agis-Verlag 1976, ISBN 3-87007-013-7
- Massenglück und Einzelglück. Neue Deutsche Rundschau (Freie Bühne) 9 (1), (1898), 64–75.
- Das unreinliche Jahrhundert. Neue Deutsche Rundschau (Freie Bühne) 9 (5), (1898), 443–452.
- Ekstasen. Gedichtband. Verlag H. Seemann Nachf., Leipzig 1900.
- Der Wille zur Macht. In: Neue Deutsche Rundschau (Freie Bühne) 13 (12) (1902), S. 1334–1338.
- Max Klingers Beethoven. Zeitschrift für bildende Kunst, Neue Folge 13 (1902), 183–189.
- Sprachkritik Neue Deutsche Rundschau (Freie Bühne) 14 (12), (1903), 1233–1258.
- Der Arzt seiner Ehre, Groteske. In: Die neue Rundschau (Freie Bühne) 15 (8), (1904), S. 989-1013. Neuherausgabe als: Der Arzt seiner Ehre. Komödie in einem Akt mit einem Epilog. Mit 7 Bildnissen, Holzschnitte von Hans Alexander Müller nach Zeichnungen von Walter Tiemann, 10 Bl., 71 S. Fünfte ordentliche Veröffentlichung des Leipziger Bibliophilen-Abends, Leipzig 1910. Neudruck: S.Fischer, Berlin 1912, 88 S.

### Como Felix Hausdorff
- Beiträge zur Wahrscheinlichkeitsrechnung Ber. über die Verhandlungen der Königl. Sächs. Ges. der Wiss. zu Leipzig. Math.-phys. Classe 53 (1901), 152–178.
- Über eine gewisse Art geordneter Mengen. Ber. über die Verhandlungen der Königl. Sächs. Ges. der Wiss. zu Leipzig. Math.-phys. Classe 53 (1901), 460–475.
- Das Raumproblem (Antrittsvorlesung an der Universität Leipzig, gehalten am 4. Juli 1903). Ostwalds Annalen der Naturphilosophie 3 (1903), 1–23.
- Der Potenzbegriff in der Mengenlehre. Jahresbericht der DMV 13 (1904), 569–571.
- Untersuchungen über Ordnungstypen I, II, III. Ber. Über die Verhandlungen der Königl. Sächs. Ges. der Wiss. zu Leipzig. Math.-phys.\ Klasse 58 (1906), 106–169.
- Untersuchungen über Ordnungstypen IV, V. Ber. über die Verhandlungen der Königl. Sächs. Ges. der Wiss. zu Leipzig. Math.-phys. Klasse 59 (1907), 84–159.
- Über dichte Ordnungstypen.[ligação inativa] Jahresbericht der DMV 16 (1907), 541–546.
- Grundzüge einer Theorie der geordneten Mengen.[ligação inativa] Math. Annalen 65 (1908), 435–505.
- Die Graduierung nach dem Endverlauf. Abhandlungen der Königl. Sächs. Ges. der Wiss. zu Leipzig. Math.-phys. Klasse 31 (1909), 295–334.
- Grundzüge der Mengenlehre Verlag Veit & Co, Leipzig. 476 S. mit 53 Figuren. Nachdrucke: Chelsea Pub. Co. 1949, 1965, 1978.
- Die Mächtigkeit der Borelschen Mengen.[ligação inativa] Math. Annalen 77 (1916), 430–437.
- Dimension und äußeres Maß. Math. Annalen 79 (1919), 157–179.
- Über halbstetige Funktionen und deren Verallgemeinerung.[ligação inativa] Math. Zeitschrift 5 (1919), 292–309.
- Summationsmethoden und Momentfolgen I[ligação inativa], II.[ligação inativa] Math. Zeitschrift 9 (1921), I: 74-109, II: 280–299.
- Eine Ausdehnung des Parsevalschen Satzes über Fourierreihen. Math. Zeitschrift 16 (1923), 163–169.
- Momentprobleme für ein endliches Intervall. Math. Zeitschrift 16 (1923), 220–248.
- Mengenlehre., zweite neubearbeitete Auflage. Verlag Walter de Gruyter & Co., Berlin. 285 S. mit 12 Figuren.
- Erweiterung einer Homöomorphie. Fundamenta Mathematicae 16 (1930), 353–360.
- Mengenlehre, dritte Auflage. Mit einem zusätzlichen Kapitel und einigen Nachträgen. Verlag Walter de Gruyter & Co., Berlin. 307 S. mit 12 Figuren. Nachdruck: Dover Pub. New York, 1944. Englische Ausgabe: Set theory. Übersetzung aus dem Deutschen von J.R.Aumann et al. Chelsea Pub. Co., New York 1957, 1962, 1967.
- Gestufte Räume. Fundamenta Mathematicae 25 (1935), 486–502.
- Erweiterung einer stetigen Abbildung. Fundamenta Mathematica 30 (1938), 40–47.
- Nachgelassene Schriften. 2 Bände. Ed.: G.,Bergmann, Teubner, Stuttgart 1969. Band I enthält aus dem Nachlaß die Faszikel 510-543, 545-559, 561-577, Band II die Faszikel 578–584, 598–658 (alle Faszikel sind im Faksimiledruck wiedergegeben).

### Gesammelte Werke
Ein Projekt „Hausdorff-Edition“ (E. Brieskorn, F. Hirzebruch, W. Purkert (alle Bonn), R. Remmert (Münster) und E. Scholz (Wuppertal) bereitet mit Autoren aus weiteren 4 Ländern eine kommentierte und um Nachlassmaterial ergänzte Ausgabe der Gesammelten Werke vor. Dabei arbeiten über 20 Mathematiker, Historiker, Philosophen und Literaturwissenschaftler zusammen. Die Edition wird als Langzeitprojekt von der Nordrhein-Westfälischen Akademie der Wissenschaften und der Künste getragen. Die Bände erscheinen im Springer-Verlag, Heidelberg; geplant sind 9 Bände, bisher (2008) erschienen fünf.
- Band I: Hausdorff als akademischer Lehrer; Arbeiten zur Mengenlehre.
- Band II: Grundzüge der Mengenlehre (1914). 2002, ISBN 978-3-540-42224-2
- Band III: Mengenlehre (1927, 1935); Deskriptive Mengenlehre und Topologie. 2008, ISBN 978-3-540-76806-7
- Band IV: Analysis, Algebra und Zahlentheorie. 2001, ISBN 978-3-540-41760-6
- Band V: Astronomie, Optik und Wahrscheinlichkeitstheorie. 2006, ISBN 978-3-540-30624-5
- Band VI: Geometrie, Raum und Zeit.
- Band VII: Philosophisches Werk. 2004, ISBN 978-3-540-20836-5
- Band VIII: Literarisches Werk. 2010, ISBN 978-3-540-77758-8
- Band IX: Korrespondenz.